# Gilston
Gilston – wieś i civil parish w Anglii, w Hertfordshire, w dystrykcie East Hertfordshire. W 2011 civil parish liczyła 228 mieszkańców.